# 133726 Gateswest
133726 Gateswest este o planetă minoră (asteroid) din centura de asteroizi. A fost descoperită pe 29 octombrie 2003 la Catalina Station⁠(d) de Catalina Sky Survey. 
Obiectul prezintă o orbită caracterizată de o semiaxă mare de 3,1909346691223 UAi, o excentricitate de 0,06, o înclinație de 8,5 ° în raport cu ecliptica.